# Bureautica
Bureautica (samentrekking van bureau en informatica) is een leervak in het handelsonderwijs, waar studenten wegwijs worden gemaakt in informaticatoepassingen voor kantoorwerk. Het gaat dan voornamelijk om tekstverwerking, gegevensbeheer, elektronisch rekenblad, opmaak van presentaties. Niet alleen moeten de studenten deze toepassingen onder de knie krijgen, vooral moeten ze de integratie van deze applicaties vlot laten verlopen. Het vak komt veel voor in het avondonderwijs, en wordt dan meestal modulair aangeboden. In het hoger onderwijs in Vlaanderen is de afstudeerrichting handel-bureautica een optie bij de professionele bachelor onderwijs, vroeger het handelsregentaat genoemd.
De term bureautica (vroeger ook als burotica gespeld) wordt voornamelijk in België gebruikt. In Nederland heet dit kantoorautomatisering.